# Marie Hortense Racot de Grandval
Pour les articles homonymes, voir Racot, Grandval et Dangeville.
Marie Hortense Racot de Grandval, dite Mademoiselle Dangeville tante, est une actrice française née en janvier 1676 et décédée le 4 juillet 1769.

## Biographie
Elle débute à la Comédie-Française en 1700. 
Sociétaire de la Comédie-Française en 1700. 
Retraitée en 1739.